# Оцінювання моделі Раша
Оцінювання моделі Раша використовують для оцінювання параметрів моделі Раша. Для цього застосовують різні методи оцінювання параметрів на основі матриць даних відповідей. Найпоширенішими підходами є різновиди оцінювання методом максимальної правдоподібності, як-от оцінювання спільною та умовною максимальною правдоподібністю. Рівняння спільної максимальної правдоподібності (СМП, англ. Joint Maximum Likelihood, JML) є ефективними, але не спроможними для скінченного числа завдань, тоді як рівняння умовної максимальної правдоподібності (УМП, англ. Conditional Maximum Likelihood, CML) забезпечують спроможні й незміщені оцінки параметрів завдань. Оцінки осіб зазвичай вважають зміщеними, хоча методи оцінювання зваженою правдоподібністю для оцінювання параметрів осіб знижують це зміщення.

## Модель Раша
Модель Раша для дихотомних даних має такий вигляд:
{\displaystyle \Pr\{X_{ni}=1\}={\frac {\exp({\beta _{n}}-{\delta _{i}})}{1+\exp({\beta _{n}}-{\delta _{i}})}},}
де {\displaystyle \beta _{n}} — здібність особи {\displaystyle n}, а {\displaystyle \delta _{i}} — складність завдання {\displaystyle i}.

## Спільна максимальна правдоподібність
Нехай {\displaystyle x_{ni}} — спостережена відповідь особи n на завдання i. Ймовірність спостереженої матриці даних, що є добутком імовірностей окремих відповідей, задається функцією правдоподібності:
{\displaystyle \Lambda ={\frac {\prod _{n}\prod _{i}\exp(x_{ni}(\beta _{n}-\delta _{i}))}{\prod _{n}\prod _{i}(1+\exp(\beta _{n}-\delta _{i}))}}.}
Функція логарифмічної правдоподібності відтак має вигляд
{\displaystyle \log \Lambda =\sum _{n}^{N}\beta _{n}r_{n}-\sum _{i}^{I}\delta _{i}s_{i}-\sum _{n}^{N}\sum _{i}^{I}\log(1+\exp(\beta _{n}-\delta _{i}))}
де {\displaystyle r_{n}=\sum _{i}^{I}x_{ni}} — сумарний сирий бал особи n, {\displaystyle s_{i}=\sum _{n}^{N}x_{ni}} — сумарний сирий бал для завдання i, N — загальна кількість осіб, а I — загальна кількість завдань.
Рівняння розв'язків отримують шляхом взяття частинних похідних за {\displaystyle \delta _{i}} та {\displaystyle \beta _{n}} і прирівнювання результату до нуля. Рівняння розв'язку СМП мають вигляд:
{\displaystyle s_{i}=\sum _{n=1}^{N}p_{ni},\quad i=1,\dots ,I}
{\displaystyle r_{n}=\sum _{i=1}^{I}p_{ni},\quad n=1,\dots ,N}
де {\displaystyle p_{ni}={\frac {\exp(\beta _{n}-\delta _{i})}{1+\exp(\beta _{n}-\delta _{i})}}}.
Отримані таким чином оцінки є зміщеними, і для осіб із нульовим балом (жодної правильної відповіді) або зі 100 % правильних відповідей (максимальний бал) скінченної оцінки не існує. Це ж стосується і завдань із крайніми балами, оцінок для яких також не існує. Це зміщення зумовлене відомим ефектом, який описали Kiefer та Wolfowitz, (1956). Воно має порядок {\displaystyle (I-1)/I}, і точнішу (менш зміщену) оцінку кожного {\displaystyle \delta _{i}} можливо отримати шляхом множення цих оцінок на {\displaystyle (I-1)/I}.

## Умовна максимальна правдоподібність
Умовну функцію правдоподібності визначають як
{\displaystyle \Lambda =\prod _{n}\Pr\{(x_{ni})\mid r_{n}\}={\frac {\exp(\sum _{i}-s_{i}\delta _{i})}{\prod _{n}\gamma _{r}}},}
де
{\displaystyle \gamma _{r}=\sum _{(x)\mid r}\exp(-\sum _{i}x_{ni}\delta _{i})}
є елементарною симетричною функцією порядку r, що подає суму над усіма комбінаціями r завдань. Наприклад, у випадку трьох завдань
{\displaystyle \gamma _{2}=\exp(-\delta _{1}-\delta _{2})+\exp(-\delta _{1}-\delta _{3})+\exp(-\delta _{2}-\delta _{3}).}
Деталі можливо знайти у главах von Davier, (2016) для дихотомної моделі Раша та von Davier та Rost, (1995) для політомної моделі Раша.

## Алгоритми оцінювання
Для оцінювання параметрів моделей Раша використовують різновиди алгоритму очікування-максимізації. Алгоритми для втілення методу максимальної правдоподібності зазвичай застосовують ітерації Ньютона — Рафсона для розв'язання рівнянь, отриманих шляхом прирівнювання частинних похідних функцій логарифмічної правдоподібності до нуля. Для визначення моменту завершення ітерацій використовують критерії збіжності. Наприклад, таким критерієм може бути умова, що середня зміна оцінки завдань між ітераціями становить менше певного значення, як-от 0,001, для всіх завдань.